# Ilê Aiyê

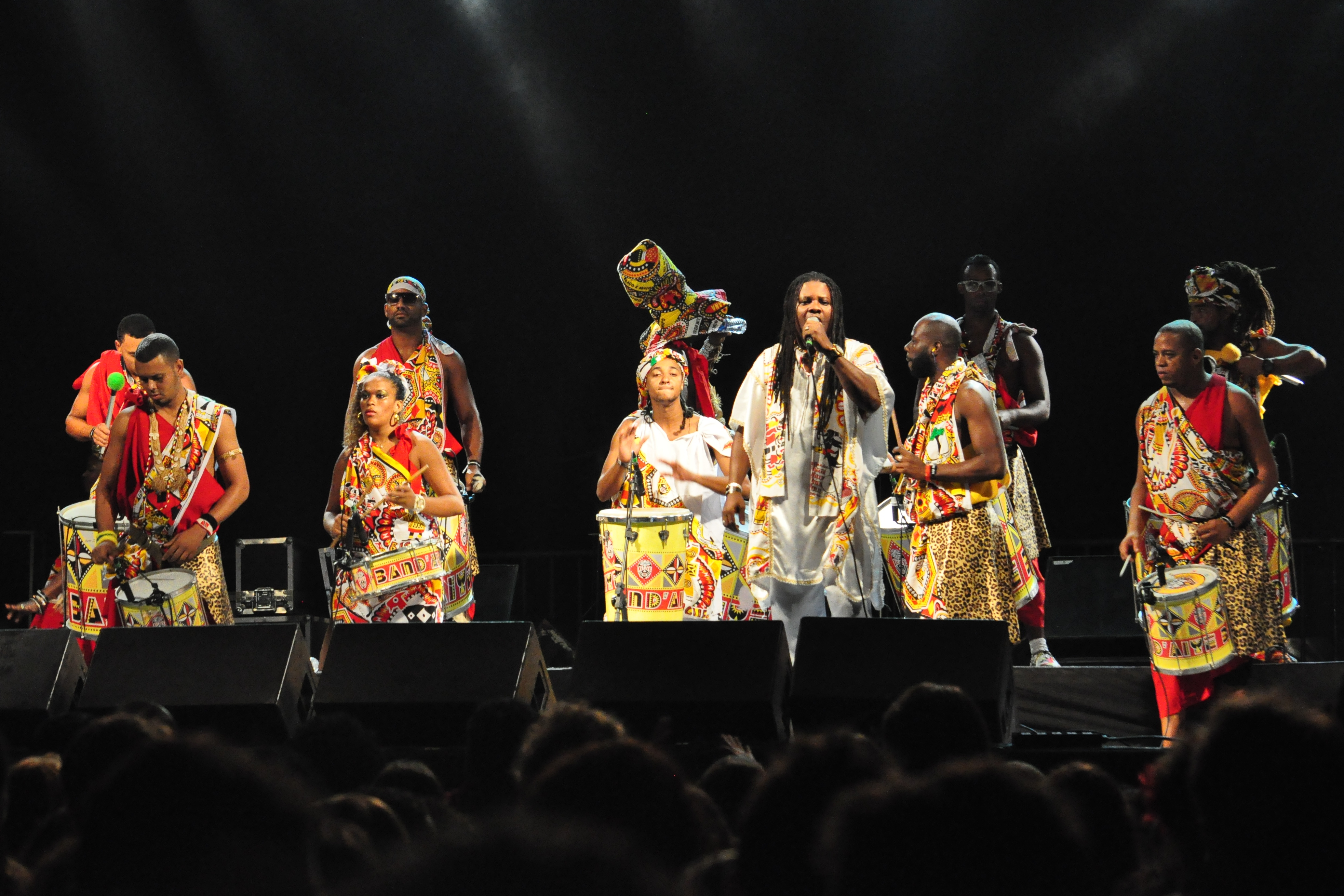
Ilê Aiyê dans Belo Horizonte en 2013.

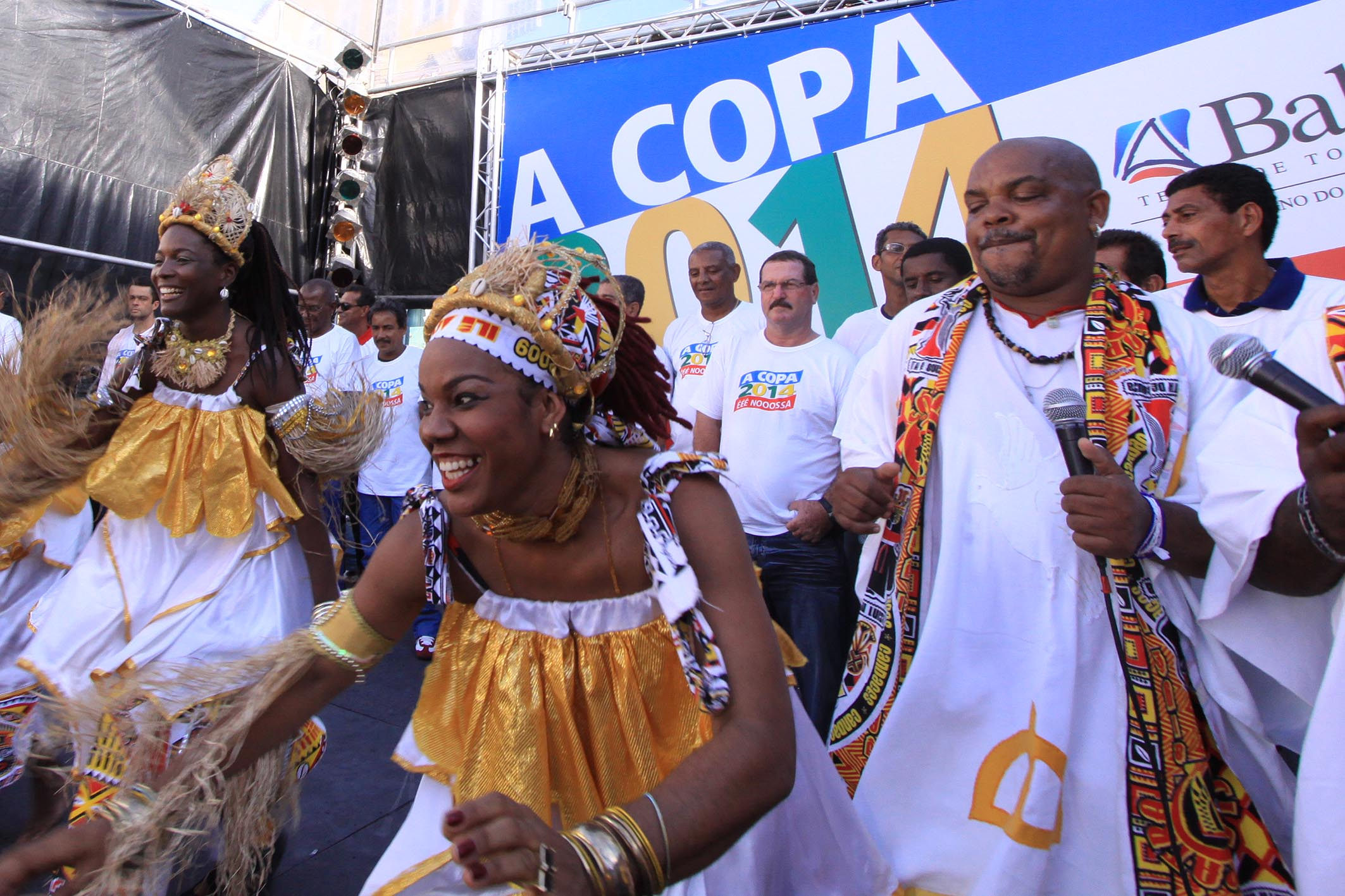
Ilê Aiyê au Pelourinho, pour fêter le choix de Salvador pour la Coupe du monde de football de 2014.

Ilê Aiyê, parfois orthographié « Ile Aye » en France, est un groupe de musique brésilien, né dans le quartier noir (où vivent une grande partie des descendants des noirs ayant subi la traite négrière et l'esclavage)  de Salvador de Bahia en 1974. Il est considéré comme le type même du bloco de la culture afro-brésilienne, et celui qui met le plus en avant la composante « afro » de cette culture. Le nom vient de la langue yoruba : ilê - 'patrie' ; aiyê - 'pour toujours' ou 'pour l'éternité'.

## Présentation

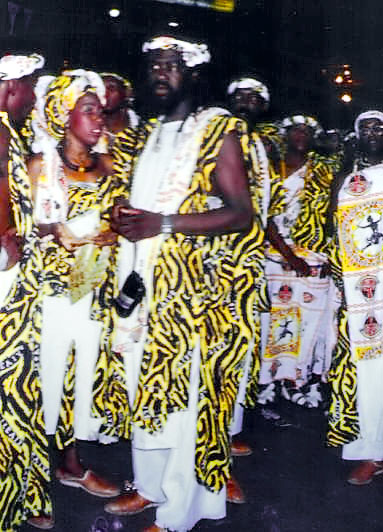
Membres du bloco Ilê Aiyê lors d'un carnaval.

### Naissance et développement
Né en 1974, Ilê Aiyê est le fruit de la volonté de Antônio Carlos, alias « Vovô », et Apolônio de Jesus, de faire émerger, dans la fierté de leurs origines, une conscience des noirs de cette région du Brésil. Le nom du groupe, Ilê Aiyê, signifie en yoruba « maison de la vie ». 

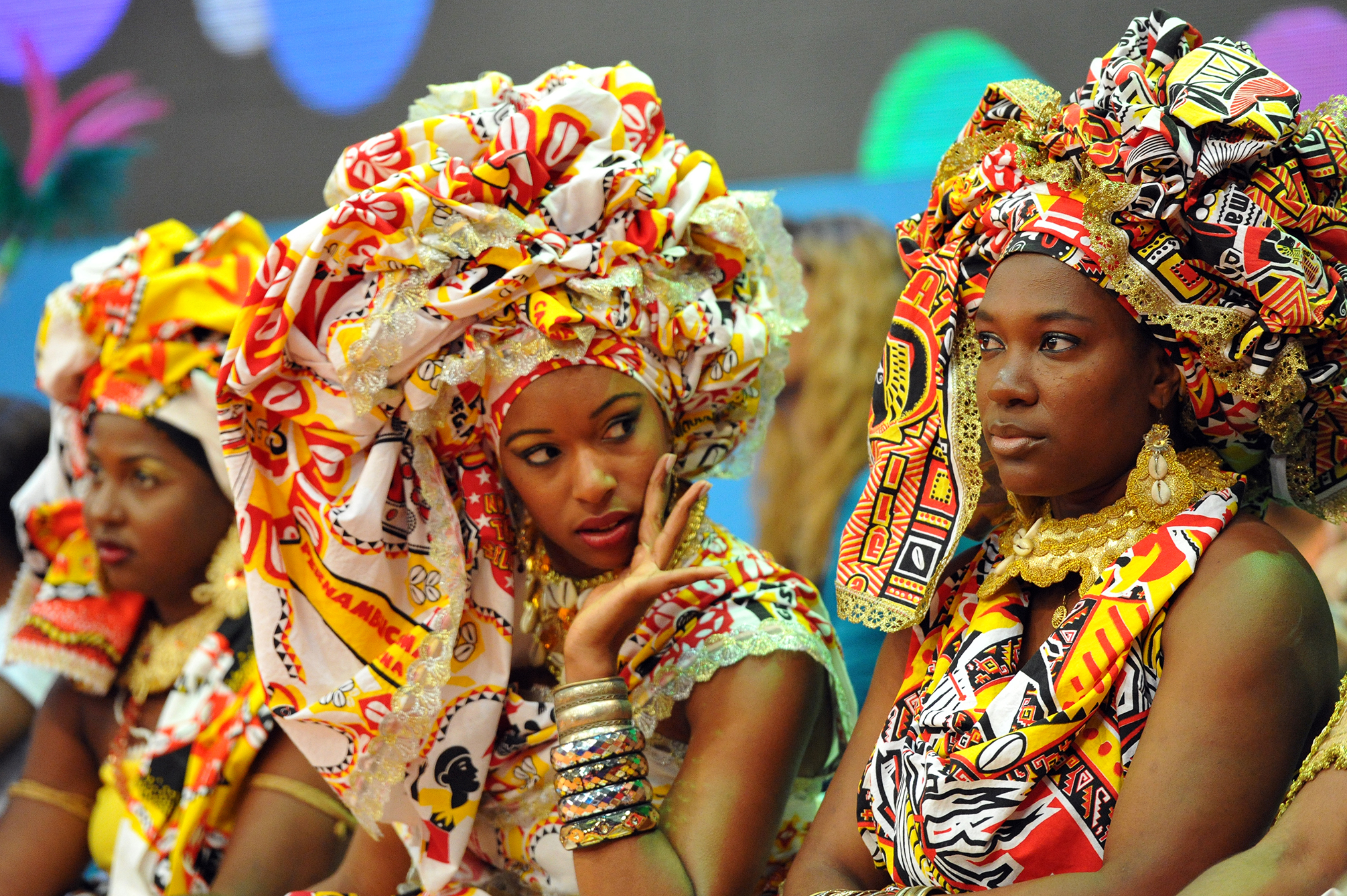
Ilê Aiyê en 2011.

Le groupe a été formé au départ par de jeunes travailleurs d'un quartier industriel pauvre et très peuplé de Salvador de Bahia, Curuzu/Liberdade (pt). Il est marqué dans ses origines par le candomblé, puisqu'il est né sous les auspices de la mère de son président Antônio Carlos, la « mãe de santo » d'un terreiro de candomblé très connu de Salvador.
Sous l'impulsion de son président, Antônio Carlos, le groupe s'est développé considérablement depuis sa création et comptait quelque 3 000 membres en 2007, liés entre eux par une forte fidélité au groupe souvent renforcée par des liens de parenté. Il se caractérise également par une forte présence féminine.

Ilê Aiyê a été responsable d'une énorme révolution culturelle au Brésil. Il est souvent mentionné qu'à Salvador, avant la fondation d'Ilê Aiyê, les hommes et les femmes noirs ne portaient jamais de robes colorées, n'entraient souvent pas par la porte d'entrée, ne portaient pas de coiffure, et les femmes noires n'utilisaient pas de rouge à lèvres - tout cela en raison d'une stigmatisation raciste de longue date. Cette situation a été profondément changée pour de nombreux Afro-brésiliens grâce aux processus d'autonomisation mis en œuvre par Ilê Aiyê à travers la musique et l'éloge de la culture et de l'histoire africaines.

### Activité
Ilê Aiyê défile tous les ans au carnaval de Salvador, et a influencé de nombreux groupes au Brésil et ailleurs dans le monde, notamment en Europe. N'acceptant ni blancs ni métis dans le bloco, mais seulement des noirs, le groupe musical (voix et percussions) refuse toute évolution vers la musique pop, s'en tenant à la seule forme musicale qu'ils veulent représenter, les lents et majestueux rythmes ijexa, sorte de samba sur fond de candomblé.
Le groupe s'est produit en 2010 en tête d'affiche de la Machine du Moulin rouge. Il s'était déjà produit en France, place de la Bastille, le 13 juillet 2005, lors d'une soirée en l'honneur des « légendes de la musique brésilienne » à l'initiative du ministre musicien Gilberto Gil.
Outre les activités musicales, le groupe a également une importante activité sociale : en 1987 a été créé l'association Ilê Aiyê, qui alphabétise une centaine d'enfants pauvres du quartier. Cette école donne également une formation musicale et culturelle centrée sur le candomble, considéré non comme religion, mais comme composante culturelle essentielle.

## Discographie
- 1984 - Canto Negro
- 1989 - Canto Negro II
- 1996 - Canto Negro III
- 1998 - Canto Negro IV
- 1999 - 25 Anos